# MV Agusta Motocarro 98
Le MV Agusta Motocarro 98 est un petit triporteur inversé motorisé fabriqué par le constructeur italien MV Agusta, une des marques les plus emblématiques de l'histoire de la moto, de 1946 à 1948. 
C'est le premier véhicule utilitaire triporteur de la marque. Il a été conçu au tout début de la production de motos de route. Très peu d'exemplaires ont été fabriqués, la clientèle de l'époque (comme de nos jours) faisant plutôt confiance aux constructeurs ayant déjà fait leurs preuves... Ce modèle peut paraître déroutant avec une distribution inversée par rapport aux modèles plus modernes avec un plateau de transport placé à l'avant et le corps de moto à l'arrière, caréné. Le conducteur devait conduire avec la direction sur la roue de moto arrière, à l'aide d'un volant et non pas d'un guidon.
Pour la petite histoire, MV Agusta voulait appeler ce modèle "Vespa 98" mais le nom était familièrement utilisé pour désigner le scooter Piaggio. À la suite d'un début de léger différend entre les deux constructeurs, MV Agusta l'a simplement appelé Motocarro 98.
Essayer de comprendre pourquoi MV Agusta s'est intéressé de ce secteur d'activité restera un mystère, car il n'y avait aucune chance qu'il puisse rivaliser avec les autres constructeurs italiens de ce type de véhicules comme Moto Guzzi sans parler de Piaggio. D'après les archives de l'époque, 100 exemplaires ont été fabriqués avec les moteurs de 98 et 125 cm3.

## Histoire
Au cours de la période d'après guerre, alors que l'Italie devait se reconstruire et les habitants se déplacer, MV Agusta n'a pas pensé à construire uniquement des motos mais aussi d'autres moyens de transport, des véhicules utilitaires légers. L'époque était favorable à tout moyen de transport, même rudimentaire.
En 1947, MV Agusta présente son premier motocarro, un triporteur motorisé, construit en raccordant un avant de moto et une remorque à l'arrière avec plancher en bois, le tout solidement fixé sur un robuste châssis. Ce type d'engin était très en vogue à l'époque en Italie mais aussi en Allemagne qui les utilisait aussi comme taxi. Le modèle MV Agusta utilisait le moteur de la fameuse MV 98, monocylindre à deux temps de 98 cm3. Durant l'année 1948, plusieurs modèles (en Italie destinés uniquement au transport de marchandises) ont vu le jour équipés du moteur MV Agusta de 125 cm3 avec une boîte à trois vitesses.